# تریپولی (یونان)
شهر تریپولی در استان پلپونز در کشور یونان واقع شده است که دارای جمعیت ۲۷٬۱۰۴ نفر می‌باشد.

## نگارخانه

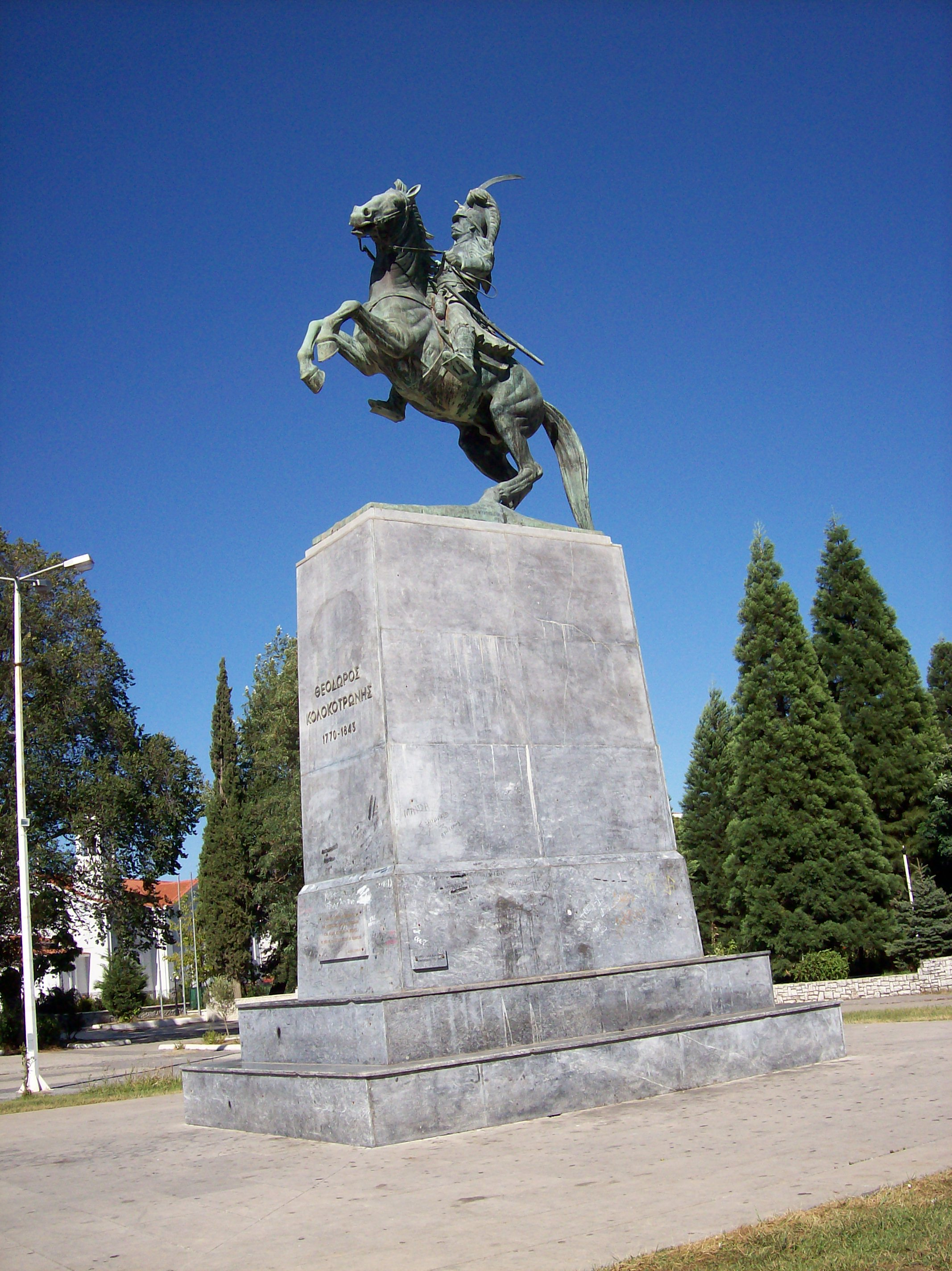
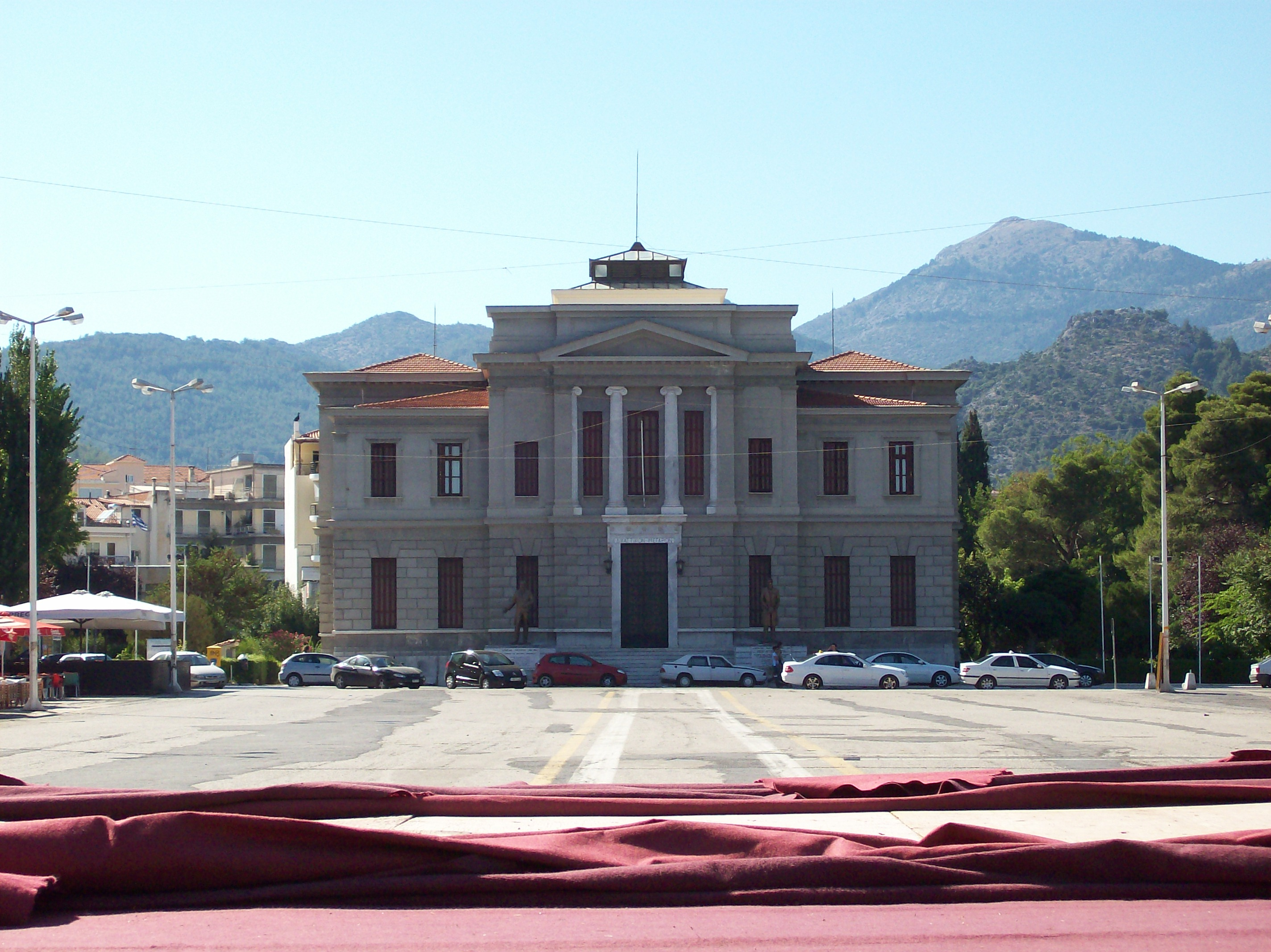
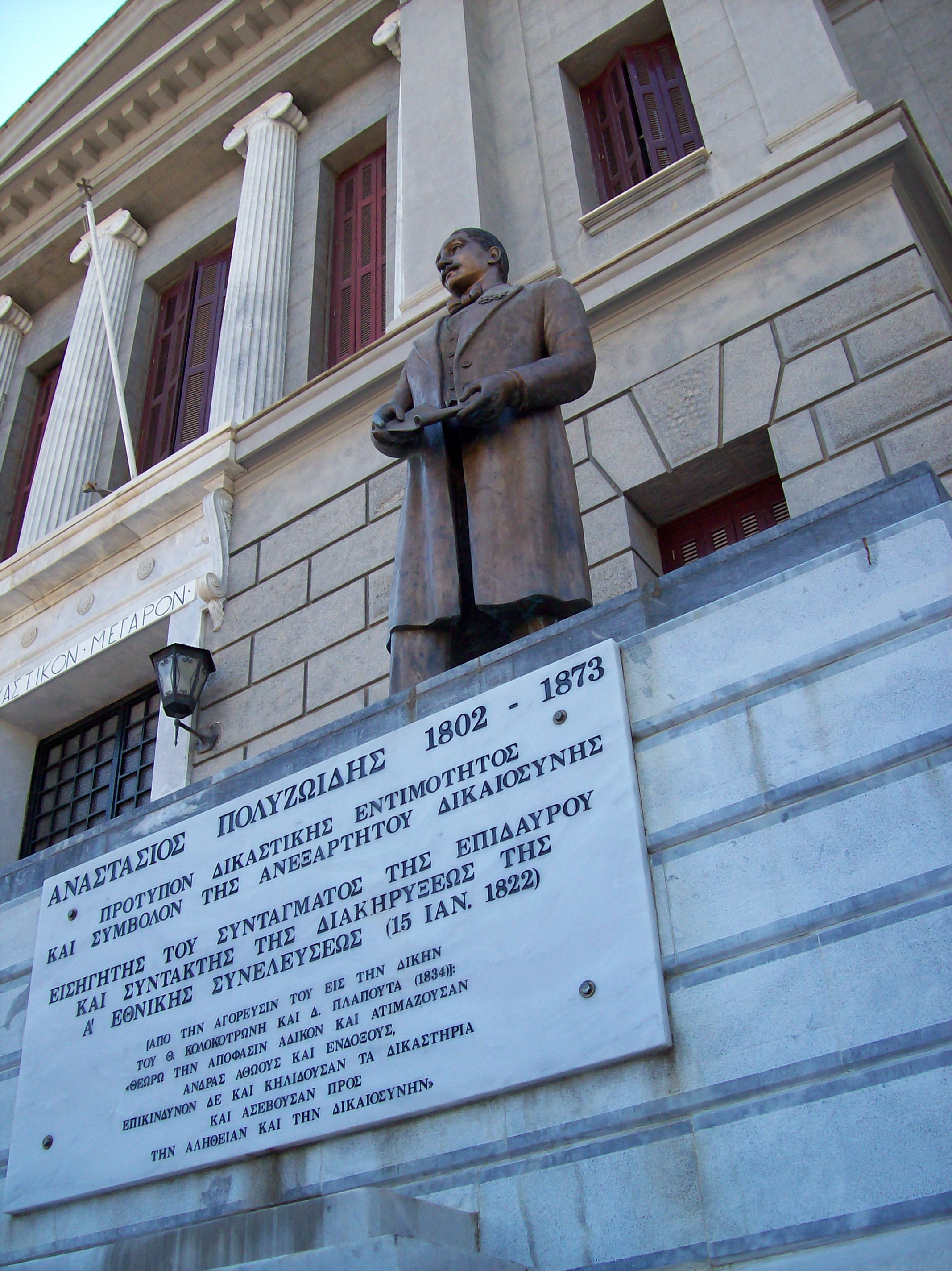
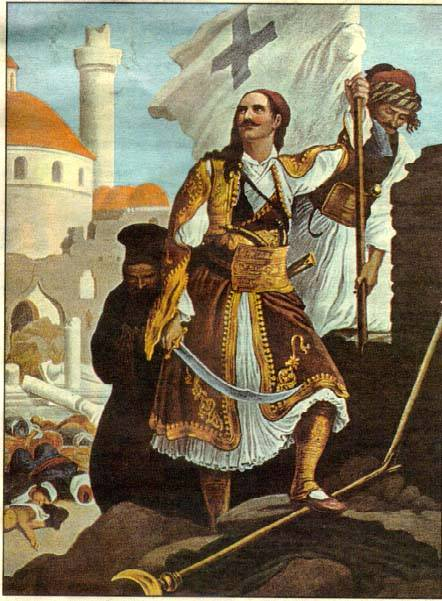